# Бонго-Нуарра, Стефан-Морис
Стефан-Морис Бонго-Нуарра (фр. Stéphane Maurice Bongho-Nouarra; 6 июня 1937, Весо, Французская Экваториальная Африка — 7 октября 2007, Брюссель, Бельгия) — конголезский политический и государственный деятель, 11-й премьер-министр Республики Конго (2 сентября 1992 — 6 декабря 1992).

## Биография
Начальное образование получил в Браззавиле и Овандо . 1 октября 1951 поступил в военную школу в Браззавиле. После продолжил учёбу во Франции, вернулся на родину в 1963 году.
После возвращения Бонго-Нуарра возглавил департамент сельскохозяйственного проектирования в Пуэнт-Нуаре. Затем был членом Международной молодёжной палаты, работал её председателем в Оклахома-Сити.
Возглавлял конголезский Национальный олимпийский комитет Ассоциации национальных олимпийских комитетов Африки.
С 1964 по 1965 год был председателем Экономического и социального совета, после чего в 1966 году занял пост государственного секретаря сельского хозяйства, животноводства, водных и лесных ресурсов в администрации президента Альфонса Массамба-Деба.
В январе 1968 года Бонго-Нуарра возглавил министерство сельского хозяйства, а также получил портфель министра общественных работ, жилищного хозяйства и транспорта. Вскоре, однако, президент Мариан Нгуаби отстранил его от государственных должностей из-за разногласий во взглядах. После того он занял административную должность в сельскохозяйственной школе, однако в августе 1970 года он был обвинен в организации антиправительственного сговора и приговорен к десяти годам заключения [6]. В заключение Бонго-Нуарру пытали, а в 1971 году уволили по состоянию здоровья. После этого он покинул страну и уехал во Францию, где вылечился и стал консультантом многих французских и швейцарских.компаний. В 1977 году он вернулся в Конго в качестве бизнесмена, и, подвергшись давлению со стороны властей, был вынужден снова отправиться в изгнание и проживал во Франции до 1990 года.
Вернувшись на родину на волне перехода к многопартийной системе, сыграл важную роль в политике Конго 1990-х. Представитель Панафриканского союза за социальную демократию. Бонго-Нуарра стал почётным главой Партии реконструкции и развития Конго (ПРРК). В 1991 году был избран вторым заместителем председателя Национальной конференции, что стало признаком перехода к многопартийным выборам. По результатам выборов 1992 года он был избран в члены Национального собрания Республики Конго. Некоторое время был координатором Национального альянса за демократию, коалиции партий, поддержавших кандидатуру Паскаля Лиссубы в первом туре президентских выборов 1992 года.
После победы Лиссубы на выборах был назначен на пост премьер-министра. Согласно высказываниям самого Бонго-Нуарры его правительство было «военным кабинетом», и оно пообещало «широкое наступление» на проблемы государства.
Руководство Панафриканского союза за социальную демократию было недовольно малым количеством мест, занятых представителям партии в кабинете министров. Было сформировано объединение оппозиционных сил, благодаря усилиям которого Бонго-Нуарра и его правительству 31 октября 1992 г. был выражен вотум недоверия. Президент был вынужден назначить на пост главы правительства представителя оппозиции, впрочем это повлекло за собой значительные беспорядки в обществе, а также среди военных. Наконец, 3 декабря было сформировано правительство национального единства, которое возглавил Клод Антуан Дакоста .
В 1993 году он снова сформировал коалицию партий, поддерживавшую партию Лиссубы на парламентских выборах. Также, продолжал занимать высокие государственные должности, в частности был государственным министром, специальным представителем президента и главой Социокультурного комитета, позже получил пост министра обороны.
Покинув страну во время гражданской войны, в 1998 году временно вернулся для участия в национальном диалоге. Находясь в изгнании, поддерживал группу Патриотический фронт за диалог и национальное примирение (ПФДНП), призывавший к миру, но не отрицавший легитимность президентства Дэни Сассу-Нгессо.
Позже жил в Брюсселе, где и скончался 7 октября 2007 года.
Тело бывшего премьер-министра было похоронено на браззавильском кладбище 22 октября того же года.